# Grumman XP-50
Grumman XP-50 byl pozemní variantou dvoumotorového palubního stíhacího letounu Grumman XF5F Skyrocket. Účastnil se soutěže amerických leteckých sil (USAAC) na konstrukci dvoumotorové těžké přepadové stíhačky. Firma Grumman typ označovala G-46. Stavba prototypu byla objednána 25. listopadu 1939, bylo mu přiděleno označení XP-50, ale vítězem soutěže se stal konkurenční Lockheed XP-38.

## Vývoj
Konstrukce XP-50 byla téměř totožná s typem XF5F-1 Skyrocket. Především byl upraven nos letounu, protože prototyp dostal příďový podvozek. Byl také vybaven samosvornými obaly nádrží a pancéřováním pilotní kabiny. Plánovanou výzbroj tvořily dva 20 mm kanóny a dva 12,7 mm kulomety.

## Testy
XP-50 poprvé a naposledy vzlétl 14. května 1941. Při letu mu vybuchlo turbodmychadlo, což způsobilo ztrátu prototypu. Projekt XP-50 tím skončil.
Firma Grumman v době havárie prototypu pracovala na projektu vycházejícím z typů XP-50 a XF5F-1, označenému G-51. USAC požadovalo dodání dvou prototypů G-51, označených jako XP-65, hrazených z prostředků původně určených na vývoj XP-50. Uvažovalo se o jediném letounu, který by sloužil jak v armádě, tak v námořnictvu. Protichůdné požadavky na obě varianty ale zvyšovaly předpokládanou váhu a snižovaly výkony letounu. Proto byly obě varianty projektovány odděleně. Firma Grumman se ale mezitím stala hlavním dodavatelem letounů US Navy, a proto bylo rozhodnuto projekt XP-65 zastavit a pokračovat jen ve vývoji jejího nejnadějnějšího typu v této kategorii, ze kterého vznikl Grumman F7F Tigercat.

## Specifikace

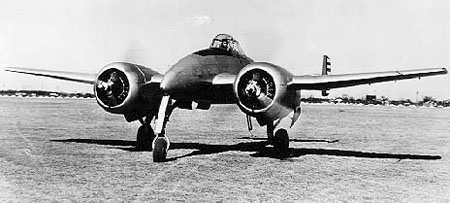
Prototyp XP-50

### Technické údaje
- Posádka: 1
- Délka: 9,73 m
- Rozpětí: 12,80 m
- Výška: 3,66 m
- Nosná plocha: 28,24 m²
- Hmotnost prázdného letounu: 3770 kg
- Vzletová hmotnost: 4790 kg
- Max. vzletová hmotnost: 5925 kg
- Pohonná jednotka: 2 × vzduchem chlazený hvězdicový devítiválec Wright R-1820-67
  - Výkon pohonné jednotky: 1200 hp (895 kW)

### Výkony
- Maximální rychlost: 680 km/h ve výšce 7620 m
- Dolet: 2010 km
- Dostup: 12 190 m

### Výzbroj
- 2 × 20mm kanón
- 2 × 12,7mm kulomet M2 Browning
- 2 × 45kg puma